# 胡曦文
胡曦文（英語：Christy Wu，？—），原名胡敏珊，香港女性商人。早年曾從事平面模特兒。

## 生平
胡敏珊在15歲起便擔任平面模特兒。成年後進入商界，約1999年與鐘錶業商人毛志輝合夥在香港代理「Technomarine」水晶鑽石膠錶，取得成功，兩人當時是情侶。2004年，已與毛志輝分手的胡敏珊獨自創業，將美國手錶品牌「Philip Stein」引入香港（代理），2008年創立自家手錶品牌「Chouette」，並成立香港香夢地集團（Charmonde Group），自任總裁，業務範圍一度涵蓋珠寶、精品、時裝、美容。因樣貌娟好，常被傳媒冠以「鐘錶界美女」一類的稱呼。2007-2012年期間曾擔任「香港鐘表業總會」會董兼品牌拓展部副部長。
2013年因經營不善結束香夢地集團，後曾代理牙膏，及創立首飾、手錶品牌「Crisathena」。
2020年代初改名胡曦文。

## 家庭與個人生活
胡曦文曾先後與早年的生意夥伴毛志輝及商人龐維仁拍拖，亦曾與一些藝人或商人傳出緋聞，包括林建岳、許志安、杜宇航。約2018年與商界人物羅御軒拍拖，2020年宣布計劃結婚，但截至2022年末兩人仍未正式結婚。兩人亦創立了一個「御曦快樂國際慈善基金會」（JC Happiness Charity Foundation）。
胡曦文是女歌手谷婭溦的表姊。
2007年3月17日，胡曦文的母親曾嘉慧（當時55歲）於跑馬地寓所墮樓身亡。